# Heinrich Scheuten
Heinrich Scheuten (26. Januar 1866 in Köln – 18. Oktober 1948 in Hannover) war ein deutscher Opernsänger (Tenor).

## Leben
Scheuten erhielt seine Ausbildung am Konservatorium Köln und bei Benno Stolzenberg. 1890 trat er sein Engagement in Bremen an, wo er bis 1893 verblieb, dann kam er nach Köln, wirkte daselbst bis 1898 und trat in diesem Jahre in den Verband des Hoftheaters in Hannover. Dort blieb er bis 1902, danach trat er noch als Gast dort bis 1910 auf. Er gastierte seit 1892 an den Theatern von Bayreuth, Braunschweig, Frankfurt am Main, Hannover, Mannheim, Wiesbaden.

## Zitat
„Sch. besitzt eine männlich-schönklingende, dunkelgefärbte Tenorstimme, die meisterlich geschult ist, und die er mit großer, jeder Effekthascherei abholden Sorgfalt anzuwenden gelernt hat. Er gehört zu jenen guten Sängern, die stets durch lobenswerte Darbietungen erfreuen. Sein Repertoire erstreckt sich auf alle Tenorgebiete und überall kommt seine wohllautende Stimme zu bestem Ausdruck. Aus seinem umfangreichen Spielplan seien erwähnt „Faust“, „Gomez“, „Silvain“, „Max“, „Tamino“, „Octavio“, „Contrand“ (goldenes Kreuz), „Marot“ („Beiden Könige“), „Walter Stoltzing“ ec. Bereits 1891 wurde Sch. nach Bayreuth geladen, wo er den „Knappen“ in „Parzifal“ und den „Seemann“ in „Tristan und Isolde“ verkörperte. Den „Knappen“ brachte er daselbst auch 1897 wieder erfolgreich zu Gehör.“